# Chemin de fer de Dompierre à Lapalisse

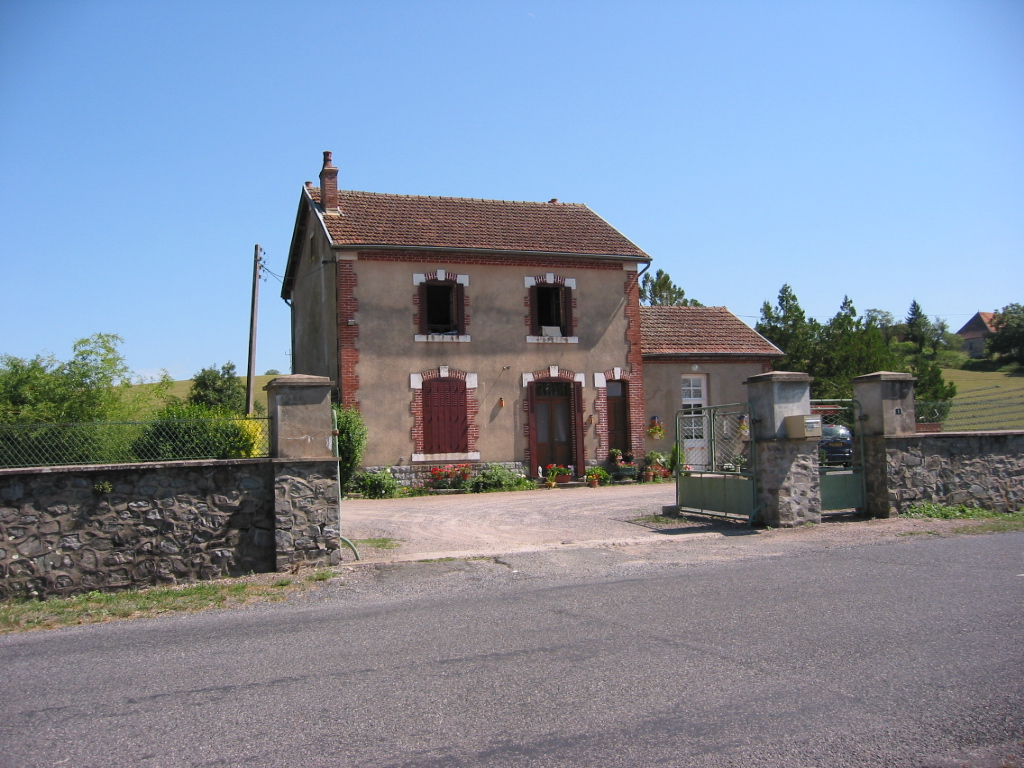
Ancienne gare de Jaligny

Le Chemin de fer de Dompierre à Lapalisse était un chemin de fer d'intérêt local, à voie métrique, construit dans le département de l'Allier et reliant la ville de Dompierre-sur-Besbre à Lapalisse. Il desservait les mines de Bert. En 1900, les actifs de la compagnie en faillite sont rachetés par la société générale des chemins de fer économiques. Elle intégrera alors ce chemin de fer dans son réseau ferré secondaire de l'Allier

## Histoire

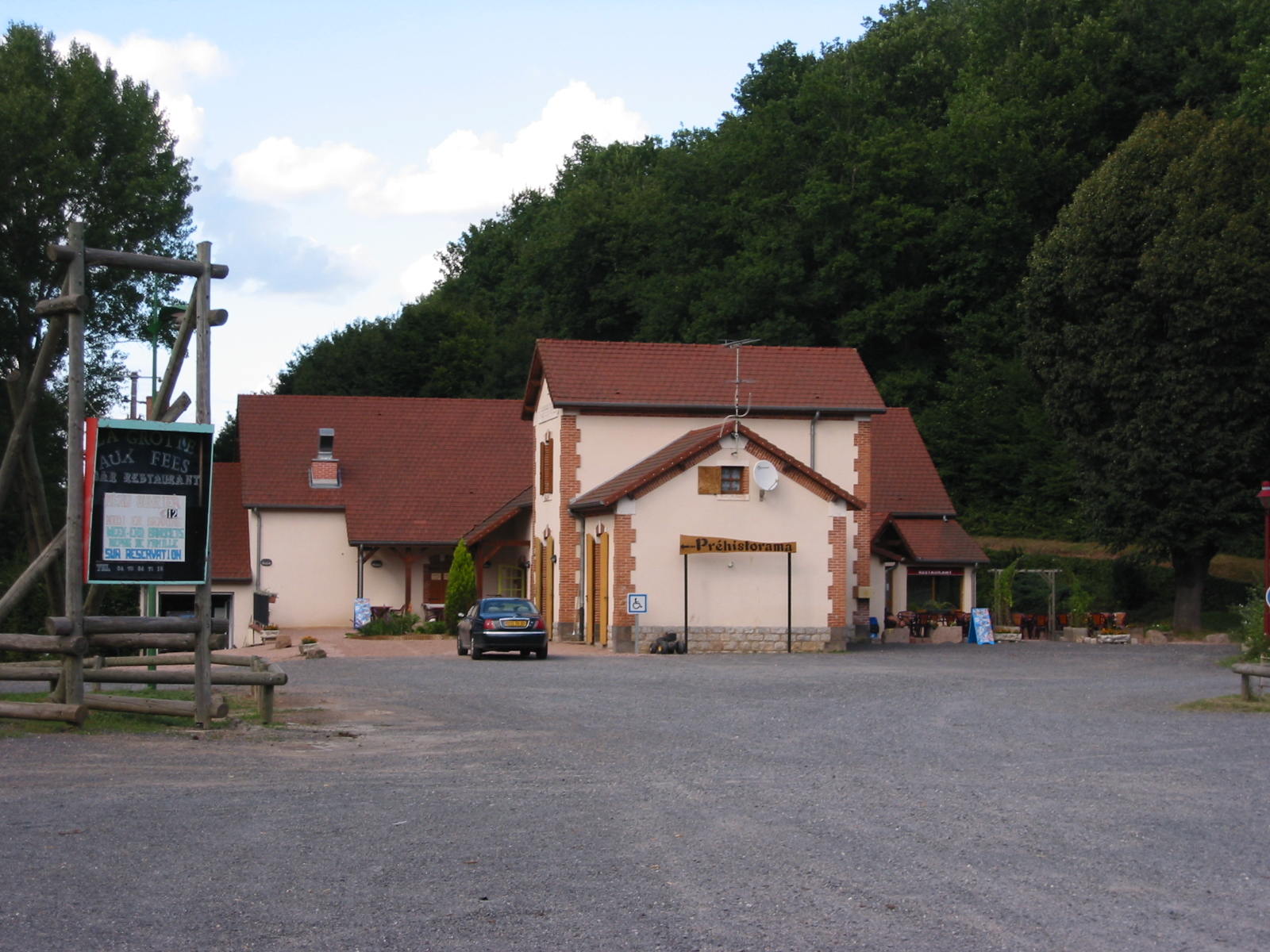
Ancienne gare de Châtelperron

La Société Anonyme du chemin de fer d'intérêt local de Dompierre à la Palisse met en service un chemin de fer le 26 octobre 1893.
À l'origine a été construit le chemin de fer des mines de Bert, qui reliait ces mines au Canal latéral à la Loire à Dompierre sur Besbre. Un nouveau chemin de fer est projeté, à partir de la plateforme de l'ancienne ligne. La ligne est concédée le 22 octobre 1887 à la Société des mines de Bert qui fonde une filiale, la Société du chemin de fer Dompierre à Lapalisse. La déclaration d'utilité publique date du 29 juillet 1889.
Dès la première année d'exploitation, la compagnie est mise en liquidation. 
La société générale des chemins de fer économiques (SE) qui construit et exploite les réseaux du Cher et de l'Allier, se substitue à la société anonyme du chemin de fer d'intérêt local de Dompierre à la Palisse, le 26 avril 1900, comme concessionnaire de la ligne. Elle l'intègre alors à son réseau de l'Allier. L'histoire de cette ligne se confond dès lors avec celle de ce réseau.

## La ligne
La ligne a une longueur de 42,5 km. Elle suit le cours de la Besbre affluent de la Loire
Elle dessert les gares suivantes :
Dompierre-sur-Besbre
Dompierre (Canal), (2 km)
Saint-Pourçain-sur-Besbre, (8 km)
Vaumas, (12 km)
Châtelperron - Saint Léon, (17 km)
Sorbier-Peublanc, (22 km)
Jaligny-sur-Besbre, (26 km)
Trézelles, (31 km)
Lapalisse-Ville, (41 km)
Lapalisse- Saint-Prix, (44 km)
La gare de Sorbier-Peublanc possède un embranchement pour la desserte des mines de Bert

## Exploitation

Horaires de la ligne en mai 1914
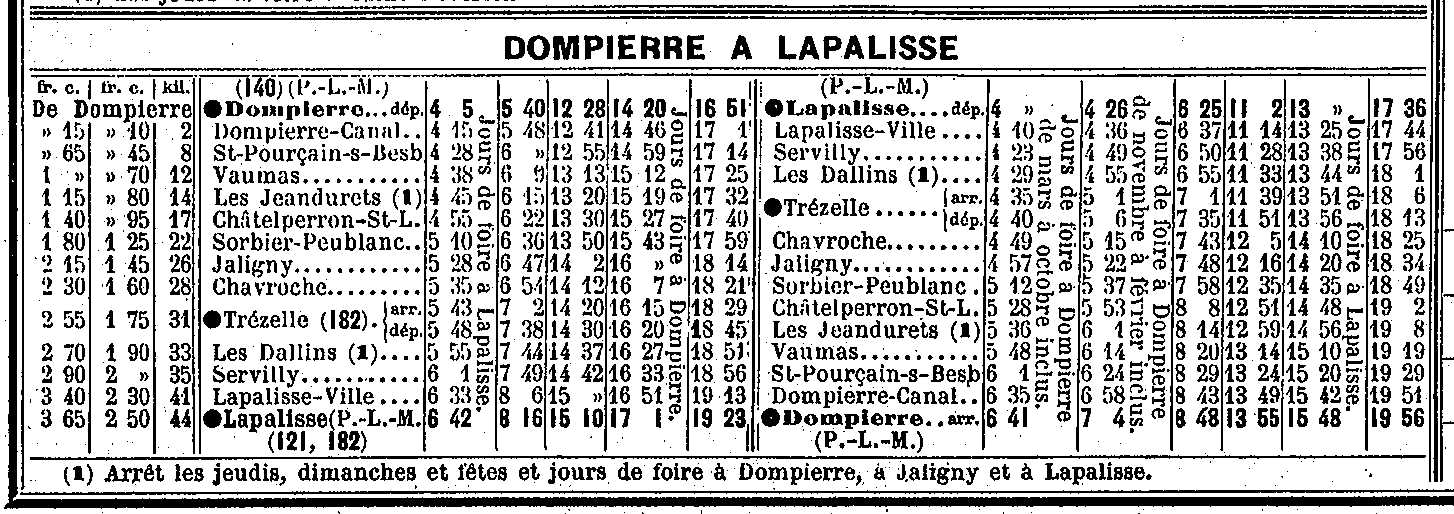

## Matériel roulant
- Locomotives 030t Pinguely, N°1 à 4 , 1891,(n° de construction : 13 à 16), poids à vide 20 tonnes, devenues à la SE 3111 à 3114
- Locomotive 030t Weidknecht, 1892, poids à vide 11 tonnes, devenue à la SE 3101,
- 4 voitures voyageurs AB 1 à 4, 1re et seconde classe,
- 3 voitures voyageurs C 1 à 3,  troisième classe,
- 80 wagons de marchandises;

## Pour approfondir